# Pedro De Ciancio
Pedro De Ciancio Scaiella (ur. 16 lutego 1938 w Buenos Aires) – argentyński piłkarz, grający podczas kariery na pozycji napastnika.

## Kariera klubowa
Pedro De Ciancio podczas kariery występował w klubach Racing Club de Avellaneda i Almagro Buenos Aires. Ogółem w latach 1967-1968 rozegrał w lidze argentyńskiej 29 meczów, w których strzelił bramkę.

## Kariera reprezentacyjna
De Ciancio występował w olimpijskiej reprezentacji Argentyny. W 1959 uczestniczył w Igrzyskach Panamerykańskich, na których Argentyna zdobyła złoty medal. Na turnieju w Chicago De Ciancio wystąpił w meczach z USA, Meksykiem, Haiti, Kubą i Brazylią.
W 1960 uczestniczył w Igrzyskach Olimpijskich. Na turnieju w Rzymie wystąpił we wszystkich meczach grupowych z Danią, Tunezją i Polską.